# Billel Benhammouda
Billel Benhammouda (Hadjout, Argelia, 28 de agosto de 1997-Provincia de Tipasa, 10 de junio de 2022) fue un futbolista profesional argelino que jugó como centrocampista ofensivo.

## Biografía
Benhammouda nació en Hadjout, provincia de Tipasa. Su padre Ali es profesor de deportes y entrenador de fútbol y sus dos hermanos Hossam y Al Hadi también son jugadores de fútbol.

## Trayectoria

### USM Argel
En julio de 2016 se unió al equipo de reserva de USM Alger. El 28 de octubre de 2017 debutó con el equipo en la Championnat National de Première Division contra el CR Belouizdad como suplente en la victoria por 4-0. El 7 de julio de 2018 fue ascendido al primer equipo del USM Alger, y en esta temporada participó en 14 partidos. El 12 de noviembre de 2018 realizó su primer partido como titular ante el Mouloudia Club d'Oran. Al final de la temporada 2018-19 logró su primer título en su historia. Al comienzo de la temporada 2019-20 se esperaba que fuera uno de los elementos principales, sobre todo tras la salida de varias estrellas y partido a partido se ha convertido en uno de los protagonistas. El 5 de enero en la Copa de Argelia 2019-20 anotó su primer gol contra el USM Khenchela e hizo dos asistencias para Aymen Mahious y Oualid Ardji en la victoria por 6-1. El 14 de marzo de 2020, marcó dos goles, el primero en la Championnat National de Première Division contra el Mouloudia Club d'Oran para llevarlos a su primera victoria en dos meses por 4-1. El 6 de noviembre de 2020 renovó su contrato hasta 2023. En la temporada 2021-22 empezó a llamar a las puertas de la selección y a desarrollar su rendimiento, y el 20 de noviembre marcó un doblete ante el US Biskra, pocos días después Benhammouda anotó otro doblete esta vez ante el RC Relizane.

## Selección nacional
Benhammouda participó con la selección de Argelia en muchas categorías y fue el excapitán de la selección sub-23. El 26 de marzo de 2019 marcó sus primeros goles en la clasificación para la Copa Africana de Naciones Sub-23 de 2019 contra Guinea Ecuatorial en la victoria por 3-1. Argelia no logró clasificarse para la fase final tras la eliminación contra Ghana.
En junio de 2021 Madjid Bougherra convocó a Benhammouda por primera vez a la selección nacional de Argelia para disputar un partido contra Liberia para inaugurar el nuevo estadio en Orán, aquel partido fue victoria por 5-1 para los locales. El 22 de agosto de 2021, Bougherra convocó a 26 jugadores, incluido Benhammouda, al campo de entrenamiento en Catar en preparación para la Copa Árabe de la FIFA 2021. En el segundo partido contra Burundi anotó su primer gol.

## Muerte
Tras el final del partido de Argelia contra el Congo, Madjid Bougherra decidió despedir a los jugadores por un día. Benhammouda llamó a su amigo para que lo llevara a casa. En la carretera entre Douaouda y Bou Ismaïl tuvo un accidente de tráfico mortal. Al día siguiente después de un examen de ADN se anunció su muerte. Benhammouda murió a la edad de veinticuatro años. Mientras que el USM Alger se mudó a Sétif para jugar el partido de la última ronda, el equipo regresó después de escuchar la noticia de esta colisión, la Ligue de Football Professionnel (LFP) concedió la solicitud de posponer el partido para una fecha posterior.

## Palmarés
USM Argel
- Championnat National de Première Division: 2018-19[4]